# إيرف غوتي
إيرف غوتي (بالإنجليزية: Irv Gotti) هو منتج أسطوانات وملحن أمريكي، ولد في 26 يونيو 1970 في هوليس ‏ في الولايات المتحدة.

## وصلات خارجية
- إيرف غوتي على موقع IMDb (الإنجليزية)
- إيرف غوتي على موقع ميوزك برينز (الإنجليزية)
- إيرف غوتي على موقع إن إن دي بي (الإنجليزية)
- إيرف غوتي على موقع أول ميوزيك (الإنجليزية)
- إيرف غوتي على موقع ديسكوغز (الإنجليزية)
- إيرف غوتي على موقع ديسكوغز (الإنجليزية)
- إيرف غوتي على موقع قاعدة بيانات الفيلم (الإنجليزية)